# Фукада, Мари
Мари Фукада (яп. 深田 茉莉; род. 1 января 2007) — японская сноубордистка, выступающая во фристайле, бронзовый призёр чемпионата мира 2025 года в биг-эйре, победительница и призёр этапов Кубка мира.

## Карьера
В начале сезона 2022/23 годов Фукада впервые приняла участие на этапе Кубка мира по сноуборду. В следующем сезоне 2023/2024 годов в биг-эйре по итогам всего Кубка мира японка стала второй.
В 2023 году приняла участие в чемпионате мира в Бакуриани. В биг-эйре стала 8-й, в слоупстайле пятой.
В 2025 году на чемпионате мира по сноуборду завоевала бронзовую медаль в биг-эйре. В слоупстайле заняла итоговое четвёртое место. По итогам Кубка мира сезона 2024/2025 годов в биг-эйре вновь стала второй, а в слоупстайле — четвёртой.

## Результаты на крупнейших соревнованиях

### Чемпионаты мира
| Чемпионат мира | Слоупстайл | Биг-эйр | Хафпайп |
| -------------- | ---------- | ------- | ------- |
| 2023 Бакуриани | 5          | 8       |         |
| 2025 Энгадин   | 4          | 3       |         |